# پرواز ۸۱۱ خطوط هوایی یونایتد
پرواز 811 یونایتد ایرلاینز یک پرواز منظم از لس آنجلس به سیدنی بود که توقف‌های میانی در هونولولو و اوکلند داشت. در ۲۴ فوریه ۱۹۸۹، هواپیمای بوئینگ 747-122 که در حال انجام این پرواز بود، مدت کوتاهی پس از ترک هونولولو دچار نقص در درب محموله شد. افت فشار کنترل‌نشده چند ردیف صندلی را منفجر کرد و 9 مسافر را کشت. هواپیما به هونولولو بازگشت و بدون هیچ حادثه دیگری فرود آمد.
هواپیمای مورد نظر یک بوئینگ ۷۴۷–۱۲۲ (شماره ثبت N4713U) بود. در ۳ نوامبر ۱۹۷۰ به یونایتد ایرلاینز تحویل داده شد این ۸۹ امین ۷۴۷ ساخته شده بود. در زمان وقوع حادثه، بوئینگ ۵۸۸۱۴ ساعت پرواز کل، ۱۵۰۲۸ چرخه «فشار» پرواز را جمع‌آوری کرده بود و در هیچ حادثه قبلی دخیل نبوده‌است.